# Борисоглебский уезд (Ярославское наместничество)

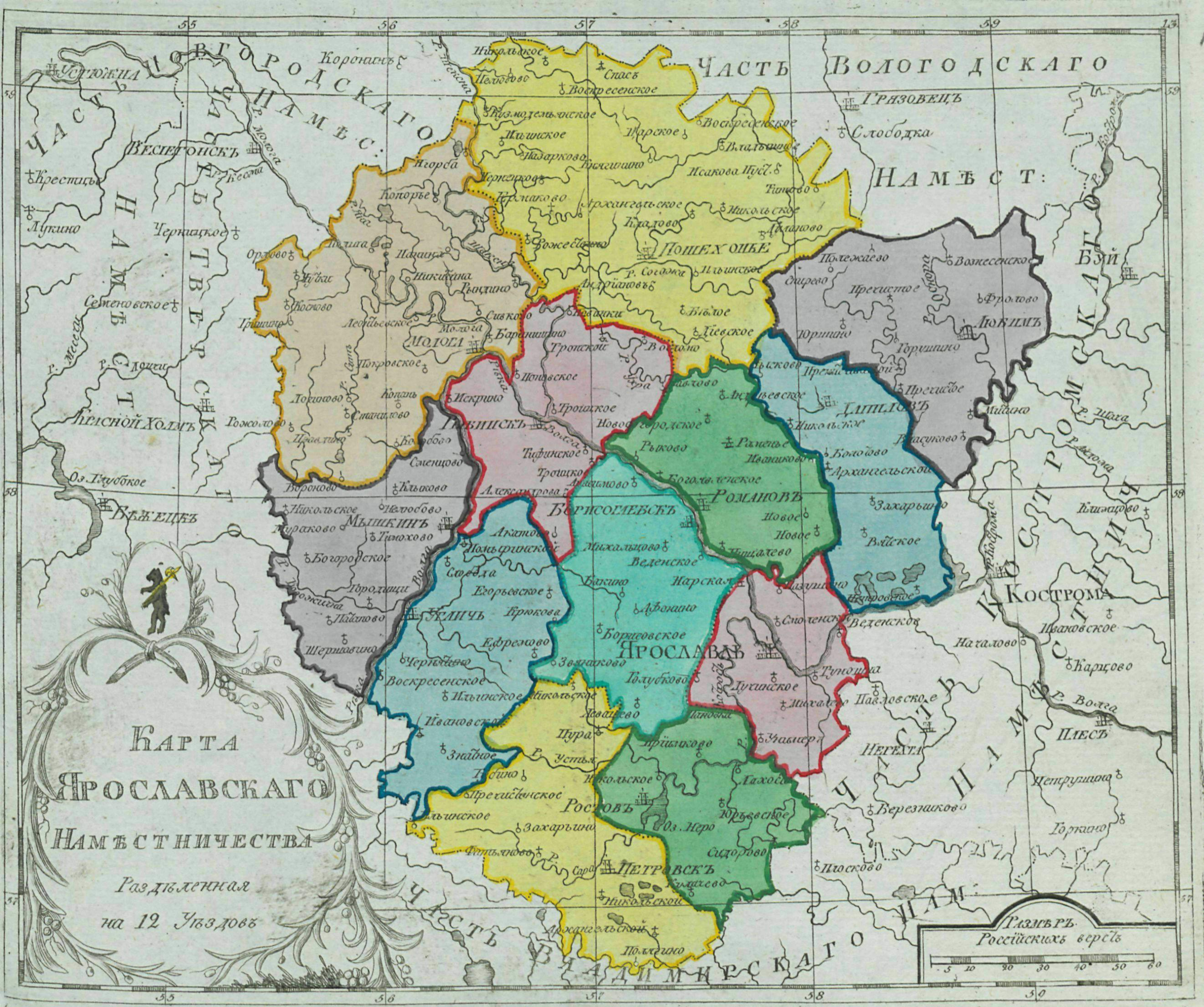
Борисоглебский уезд на карте Ярославского наместничества, 1792 год

Борисоглебский уезд — административно-территориальная единица Российской империи с центром в городе Борисоглебске, существовавшая в 1777—1796 годах.
Борисоглебский уезд был образован указом от 3 августа 1777 года в составе Ярославского наместничества. Центром уезда стала Борисоглебская слобода, преобразованная при этом в город Борисоглебск.
31 декабря 1796 года Ярославское наместничество было преобразовано в Ярославскую губернию, а Борисоглебский уезд был упразднён. При этом его территория была разделена между Романовским, Ростовским, Угличским и Ярославским уездами.